# Protaetia cretica
Protaetia cretica är en skalbaggsart som beskrevs av Ernst Gustav Kraatz 1880. Protaetia cretica ingår i släktet Protaetia och familjen Cetoniidae. Inga underarter finns listade i Catalogue of Life.